# Râul Pătrăuțeanca
Râul Pătrăuțeanca este un afluent al râului Suceava situat în stânga acestui râu în județul Suceava.  

## Hărți
- Harta județului Suceava